# Mone shiroshina
mone shiroshina（モネ・シロシナ、10月9日 - ）は、日本のDJ、ファッションモデル、タレント、レースクイーン、画家。
以前はDJ monemilk（ディージェイ・モネミルク）名義で活動していた。またモデルやタレントとしての活動は、城品 萌音（しろしな もね）名義で行っている。

## 人物
東京都出身。非喫煙者。両親は絵本作家。父は、『あらしのよるに』、『あかちゃんのあそびえほん』などの絵本で知られる絵本作家のきむらゆういち。
好きな飲みものは牛乳、漫画を愛読している。趣味は、ダンス、英会話、へそピアスを開けている。

## 来歴
デザイナーを目指しニューヨークのデザイン学校へ留学をする。ニューヨークでの在学中からモデルの仕事を始めていた。
2016年10月よりDJとしてのキャリアをはじめる。DJ活動を始めるきっかけは「クラブでファッションショーを開催したい」と思い立ち自ら企画を開催したことから始まる。その後、クラブでのファッションイベントを定期的に開催する傍らダンサーチームに所属した経験を活かし、2016年からDJ活動を本格的に始めることになる。
2017年12月14日に行われたノルウェー出身の音楽プロデューサー、DJのアラン・ウォーカー来日公演に出演。
2019年9月17日には『Rakuten Fashion Week TOKYO Reception Party』でMIYAVIと共演する。MIYAVIのバックDJもつとめる。
2024年には、音楽アルバム「I can’t even」を発表し、iTunesランキング1位を獲得する。
2025年7月6日には自身の個展である『萌音展』を開催。特別展示として父であるきむらゆういちとの親子初の共同作品となる絵本『ねこのうた』を発表した。

## ディスコグラフィー
- Glamorous Nightout -After Party（DJ monemilk名義）[4]
- MONEMIXX -DJ HITS MEGAMIX!!
- I Can't Even（mone shiroshina名義）[2][3]

## 出演

### イベント
- SUMMER SONIC2017
- <ASICS Tiger> gel30周年記念のイベント[4]
- 渋谷109オフィシャルイベント[4]
- Vogue Fashion Night Out[4]
- EMMA HOUSE[4]
- スタンスネイションジャパン Gエディション東京2018 [2018年12月9日|お台場][9]
- SUMMER SONIC2017[2][3]
- Alanwalker 来日公演[2][3][7][6]
- Bob inclar 来日公演[2][3]
- 東京国際映画祭[2][3]
- Rakuten Fashion Week TOKYO[2][3][8]
- DIESEL × Desarono レセプションパーティー[2][3]
- Exotica BBK at Thailand バンコククラブ[2][3]
- OMONI at Taiwan[2][3]
- ULTRA JAPAN（アフターパーティー）[2][3]

### タレント活動
城品萌音名義
- 「BeaTree」（2011年4月、FM-FUJI）
- テレビアニメ「あらしのよるに」（2012年、テレビ東京） - サル 役
- Keihin Blue Beauties（ケーヒン） - 2012年度レースクイーン
- 真夜中のおバカ騒ぎ!（千葉テレビ等）　- 30期（2015年9月度）マヨバガールズ
- 和泉美沙希のソムリエジャンクション（インターネット配信、2015年5月）